# Comuna Tansa, Iași
Tansa este o comună în județul Iași, Moldova, România, formată din satele Suhuleț și Tansa (reședința).

    Ca intindere, comuna Tansa cuprinde o suprafata de 35,6 km patrati si se afla in extremitatea S-V a actualului judet Iasi. Centrul de comuna Tansa este traversat de la Nord la Sud de paraul Tansa, iar pe locul numit Plesa, paralela 46 grade 55 minute latitudine nordica, se intersecteaza cu meridianul 27 grade 15 minute longitudine estica. Dealul Plesa are 449 m.
Din punct de vedere fizico-geografic, teritoriul comunei Tansa face parte din sectorul vestic al Podisului Central Moldovenesc.
    Numarul de locuitori al comunei este de 3089, din care:
        - 0 – 14 ani             519
        - 15 – 54 ani          1180
        - 65 ani si peste     1390
    Ocupatii de baza ale populatiei: agricultura (cultura plantelor, cresterea animalelor, cultura vitei de vie etc.), olaritul, butnaritul, cojocaritul etc.
       Scurt Istoric
    Actualul sat Tansa ce formeaza comuna Tansa impreuna cu satul Suhulet este situat la 2 km est de statia CFR Dagata, judetul Iasi, la circa 60 km N-V de orasul Vaslui, la aproximativ 80 km S-V de orasul Iasi, la 30 km Est de orasul Roman. Este unul dintre cele mai vechi sate razasesti de prin partile acestea. Vechimea satului este foate mare. Satul si-a pastrat numele de Bruduresti pana prin veacul al XV-lea sau al XVI-lea, dezvoltindu-se destul de repede.
Casele erau mici, facute din chirpici, din lemn si nuiele, si pamant, fara cuie de fier, acoperite cu stuful ce se gasea din abundenta pe apa raului Garbovat, cu paie de grau sau cu ierburi uscate. Erau mici, cu o singura incapere, cu ferestre mici. Focul se facea pe vatra cu cuptor si horn, sobele aparand abia in secolul nostru.
    Din hrisoavele de pe vremea lui Stefan cel Mare se vorbeste de un boier (sau poate mare razes) cu numele de Simion Tansea, care a stapanit intreaga vatra a vechiului sat Bruduresti, de la care apoi si-a luat si numele, de Tansa. Dreptul de stapanire asupra satului Bruduresti este intarit de Stefan cel Mare feciorilor lui Simion Tansea, fratii Petrea, Oana si Duma Brudur. Ferindu-se din calea navalitorilor, satul Bruduresti si-a schimbat vatra intiala, mutindu-se catre N-E, catre originea paraului Tansa, unde padurea existenta forma o adevarata perdea de protectie. Pe locurile bisericii vechi inca se pot vedea stejarii din vechiul codru.
    In decursul timpului actualei configuratii a locurilor cu o diversitate mare de forma de relief, nu i s-au alipit sau rupt alte teritorii. In perioada marilor proprietari de pamanturi, satele Tansa si Suhulet n-au facut parte din nici una din mosiile ce le-au inconjurat: ale lui C. Cantacuzino, Petre Carp, Iliescu si Spiridonia, la Est de satul Suhulet, Prezan la Sud (Schinetea) si Savu Manea la Vovresti

## Așezare
Comuna se află în extremitatea sud-vestică a județului, la limita cu județul Vaslui, pe malurile râului Tansa, în sectorul vestic al Podișului Central Moldovenesc. Este traversată de șoseaua județeană DJ246, care o leagă spre est de Țibănești și spre vest de Dagâța.

## Demografie
Componența etnică a comunei Tansa
     Români (83,59%)
     Alte etnii (16,41%)
Componența confesională a comunei Tansa
     Ortodocși (82,28%)
     Alte religii (1,27%)
     Necunoscută (16,46%)
Conform recensământului efectuat în 2021, populația comunei Tansa se ridică la 2.054 de locuitori, în scădere față de recensământul anterior din 2011, când fuseseră înregistrați 2.558 de locuitori. Majoritatea locuitorilor sunt români (83,59%). Din punct de vedere confesional, majoritatea locuitorilor sunt ortodocși (82,28%), iar pentru 16,46% nu se cunoaște apartenența confesională.

## Politică și administrație
Comuna Tansa este administrată de un primar și un consiliu local compus din 13 consilieri. Primarul, Vasile Cărăușu[*], de la Partidul Social Democrat, este în funcție din 1 noiembrie 2024. Începând cu alegerile locale din 2024, consiliul local are următoarea componență pe partide politice:
|  | Partid                    | Consilieri | Componența Consiliului | Componența Consiliului | Componența Consiliului | Componența Consiliului | Componența Consiliului | Componența Consiliului | Componența Consiliului |
|  | ------------------------- | ---------- | ---------------------- | ---------------------- | ---------------------- | ---------------------- | ---------------------- | ---------------------- | ---------------------- |
|  | Partidul Național Liberal | 7          |                        |                        |                        |                        |                        |                        |                        |
|  | Partidul Social Democrat  | 6          |                        |                        |                        |                        |                        |                        |                        |

## Istorie
La sfârșitul secolului al XIX-lea, comuna făcea parte din plasa Fundurile a județului Vaslui și era formată doar din satul de reședință, cu 2355 de locuitori. În sat existau două biserici, o școală și mai multe mori de vânt. La acea vreme, pe teritoriul actual al comunei mai funcționa în aceeași plasă și comuna Suhulețu, formată din satele Suhulețu, Găureni și Brașovnița, având 1246 de locuitori. Existau și aici două biserici. Anuarul Socec din 1925 consemnează desființarea comunei Suhulețu și trecerea satului Suhulețu la comuna Tansa, care era inclusă în plasa Negrești a aceluiași județ și avea 3177 de locuitori.
În 1950, comuna a fost transferată raionului Negrești din regiunea Iași. În 1968, a trecut la județul Iași.

## Monumente istorice
Singurul obiectiv din comuna Tansa inclus în lista monumentelor istorice din județul Iași ca monument de interes local, este biserica de lemn „Sfinții Voievozi” (1780) din satul Suhuleț, obiectiv clasificat ca monument de arhitectură.

## Personalități
- Gheorghe Macovei (1880 - 1969), geolog, academician;
- Costache Lazăr (1919 - 2008), medic chirurg, profesor universitar la Facultatea de Medicină din Iași.